# Иванка Вукасовић
Иванка Вукасовић (Љиг, 17. децембар 1933 — Београд, 27. децембар 2018) била је српска и југословенска филмска и ТВ монтажерка. Монтирала је познате филмске наслове Столета Јанковића, Душана Макавејева, Радивоја Лоле Ђукића.

## Филмографија
| Год.   | Назив                 | Улога            |
| ------ | --------------------- | ---------------- |
| 1960-е |                       |                  |
| 1962.  | Чудна девојка         | асистент монтаже |
| 1963.  | Острва                | асистент монтаже |
| 1963.  | Радопоље              | асистент монтаже |
| 1964.  | Пут око света         | асистент монтаже |
| 1965.  | Горки део реке        | асистент монтаже |
| 1965.  | Човек није тица       | монтажер         |
| 1966.  | Време љубави          | асистент монтаже |
| 1966.  | Штићеник              | монтажер         |
| 1967.  | Боксери иду у рај     | асистент монтаже |
| 1967.  | Златна праћка         | монтажер         |
| 1968.  | Невиност без заштите  |                  |
| 1968.  | Вишња на Ташмајдану   |                  |
| 1969.  | Бог је умро узалуд    |                  |
| 1970-е |                       |                  |
| 1971.  | Балада о свирепом     |                  |
| 1971.  | Мистерије организма   |                  |
| 1973.  | Паја и Јаре           |                  |
| 1973.  | Бомбаши               |                  |
| 1974.  | Партизани (ТВ серија) |                  |
| 1974.  | Партизани             |                  |
| 1978.  | Трен                  |                  |
| 1980-е |                       |                  |
| 1983.  | Човек са четири ноге  |                  |